# ایربی
ایربی (به انگلیسی: Earby) یک محله مدنی و شهرک در بریتانیا است که در Pendle واقع شده‌است. ایربی ۴٬۵۳۸ نفر جمعیت دارد.